# Sullivan (New York)
Pour les articles homonymes, voir Sullivan.
Sullivan est une ville du comté de Madison, dans l'État de New York, aux États-Unis,. En 2010, elle comptait une population de 15 339 habitants.

## Démographie
Lors du recensement de 2010, la ville comptait une population de 15 339 habitants. Elle est estimée, en 2018, à 15 149 habitants.